# MANISH BEST -Escalation-
『MANISH BEST -Escalation-』（マニッシュ・ベスト エスカレーション）は1998年10月28日にZAIN RECORDSから発売されたMANISH初のベスト・アルバム。

## 内容
- 初のベスト・アルバム。MANISH公認最後の作品。
- アルバムのプラケースは初回限定盤が赤・青・黄緑・黄の4種類。通常盤がオレンジ。プラケース毎にブックレットがそれぞれ異なる。
- 全曲リマスタリング音源により音質が格段に向上される。

## 収録曲
- 作詞：高橋美鈴　作曲：西本麻里　編曲：明石昌夫（特記以外）

1. 煌めく瞬間に捕われて
  - 作詞：高橋美鈴・川島だりあ　作曲：川島だりあ
  - 10枚目のシングル。
2. 声にならないほどに愛しい
  - 作詞：上杉昇　作曲：織田哲郎　
  - 2枚目のシングル。
3. 素顔のままKISSしよう
  - 作詞：大黒摩季　
  - 3枚目のシングル。
4. もう誰の目も気にしない
  - 作詞：小田佳奈子　
  - 7枚目のシングル。
5. 眠らない街に流されて
  - 作詞：大黒摩季　作曲：織田哲郎　
  - 5枚目のシングル。
6. 君が欲しい 全部欲しい
  - 作詞：大黒摩季　作曲：織田哲郎　
  - 4枚目のシングル。
7. だけど止められない
  - 6枚目のシングル。
8. 君へのメロディー
  - 作詞：大黒摩季　
  - 1枚目のアルバム『MANISH』収録曲。
9. イラナイ
  - 作曲：徳永暁人　編曲：古井弘人
  - 3枚目のアルバム『Cheer!』収録曲。
10. 明日のStory
  - 作詞：高橋美鈴・井上留美子　
  - 8枚目のシングル。
11. 走り出せLonely Night
  - 作曲：栗林誠一郎
  - 9枚目のシングル。
12. WILL
  - 5枚目のシングル「眠らない街に流されて」C/W。
13. 風
  - 編曲：古井弘人
  - 3枚目のアルバム『Cheer!』収録曲。
14. IT'S SO NATURAL
  - 編曲：古井弘人
  - 12枚目のシングル「君の空になりたい」C/W。
15. DREAM AGAIN
  - 2枚目のシングル「声にならないほどに愛しい」C/W。

## レコーディング参加
- 高橋美鈴 - ボーカル
- 西本麻里 - キーボード
  - 鈴木英俊 - ギター
  - 増崎孝司（DIMENSION） - ギター
  - 小野塚晃（DIMENSION） - ピアノ
  - 生沢佑一（TWINZER） - コーラス
  - 上杉昇（al.ni.co） - コーラス
  - 大黒摩季 - コーラス
  - 川島だりあ（FEEL SO BAD） - コーラス
  - 栗林誠一郎 - コーラス